# Thomisus rajani
Thomisus rajani är en spindelart som beskrevs av Madan Mal Bhandari och Gajbe 200. Thomisus rajani ingår i släktet Thomisus och familjen krabbspindlar. Inga underarter finns listade i Catalogue of Life.